# Gertrude Schreiberhuber
Gertrude Schreiberhuber (* 25. Dezember 1946) ist eine oberösterreichische sozialdemokratische Politikerin und Landtagsabgeordnete. Frau Schreiberhuber ist verwitwet und lebt in Steyr.

## Ausbildung und Beruf
Nach dem Besuch der Volks- und Hauptschule besuchte Gertrude Schreiberhuber die Handelsschule und arbeitete anschließend als Büroangestellte beim Magistrat der Statutarstadt Steyr. Sie ist zurzeit für die Dauer ihres Mandates dienstfrei gestellt. 

## Politik
Im Jahr 1985 begann sie ihre politische Karriere als Gemeinderätin in Steyr, 1989 wurde sie in den OÖ Landtag gewählt. Schreiberhuber ist Mitglied in folgenden Ausschüssen: Ausschuss für EU-Angelegenheiten, Kontrollausschuss und Sozialausschuss (in diesem ist sie Obfrau).